# Globomyces
Globomyces är ett släkte av svampar. Globomyces ingår i familjen Globomycetaceae, ordningen Rhizophydiales, klassen Chytridiomycetes, divisionen pisksvampar och riket svampar.
|            | Urceomyces                                 |
|            |                                            |
| Globomyces | \| \| Globomyces pollinis-pini \| \| \| \| |
|            | \| \| Globomyces pollinis-pini \| \| \| \| |
|            | Globomyces pollinis-pini                   |
|            |                                            |

|  | Globomyces pollinis-pini |
|  |                          |